# Ahmosia
Ahmosia is een geslacht van vlinders van de familie bladrollers (Tortricidae), uit de onderfamilie Olethreutinae.

## Soorten
- A. aspasiana (McDunnough, 1922)
- A. galbinea Heinrich, 1926